# Мынжылкы (село)
Мынжылкы (каз. Мыңжылқы) — село в Кегенском районе Алматинской области Казахстана. Входит в состав Каркаринского сельского округа. Код КАТО — 195853500.

## Население
В 1999 году население села составляло 123 человека (63 мужчины и 60 женщин). По данным переписи 2009 года, в селе проживало 76 человек (41 мужчина и 35 женщин).

## Топографические карты
- Лист карты K-44-39 Каркара. Масштаб: 1 : 100 000. Состояние местности на 1987 год. Издание 1991 г.